# Роднянський Олександр Юхимович
Родня́нський Олекса́ндр Юхи́мович (нар. 2 липня 1961, Київ, Українська РСР) — український та російський режисер, кінопродюсер, керівник телебачення і бізнесмен. Заснував телекомпанію 1+1, у 2002—2009 роках керував російською СТС Медіа, яку вивів на американську біржу NASDAQ. Двоюрідний брат та бізнес-партнер німецького медіамагната Бориса Фуксмана.
Продюсер заборонених в Україні російських серіалів та фільмів: «9 рота», «Кадети», «Біла гвардія» (заборонені Державним агентством України з питань кіно), «Моя прекрасна нянька», який послідовно працював на створення імперської ідентичності.
Роднянський був продюсером понад 30 російськомовних фільмів та 20 телесеріалів, серед них «Олена» (2011), «Левіафан» (2014) і «Нелюбов» (2017), режисер Андрій Звягінцев, «Дилда» (2019), режисер Кантемир Балагов, «Мама, я вдома» (2021), режисер Володимир Бітоков та «Розтискаючи кулаки» (2021), режисер Кіра Коваленко.
Фільми Роднянського отримували призи Канського кінофестивалю: Золотий глобус за російський фільм «Левіафан», Гран-прі програми Особливий погляд за «Розтискаючи кулаки» і «Сезар» за «Нелюбов». Роднянський триразово становився людиною року по версії журналу GQ (продюсер). Він є членом Європейської кіноакадемії та премії Asia Pacific Screen Awards.
Роднянський — член Академії кінематографічного мистецтва і наук, чотири його фільми були номіновані на «Оскар» в категорії «Найкращий іноземний фільм»: «Тисяча та один рецепт закоханого кулінара», «Схід-Захід», «Левіафан» та «Нелюбов».
Після початку повномасштабного вторгнення РФ до України Роднянський, що жив на той час у Росії, засудив війну й покинув Росію.
Разом з Фуксманом є співзасновником та співвласником української мережі кінотеатрів «Сінема-Сіті» та київського готелю «Hilton Kyiv». Разом з Фуксманом є співзасновником та колишнім власником українського телеканалу 1+1.
Індекс Variety500 неодноразово включав Роднянського до списку 500 впливових бізнес-лідерів.

## Життєпис
Роднянський народився у Києві в єврейській родині Юхима Наумовича Фрідмана і Лариси Зиновіївни Роднянської. Його батько Юхим Фрідман був головним інженером Української студії документальних фільмів. Він помер у 1977 році, коли Олександру було 15 років. Мати Олександра — Лариса Роднянська — була кінокритиком, в роки перебудови створила кіностудію «Контакт» при Спілці Кінематографістів України і спродюсувала більше 200 документальних і кілька ігрових фільмів.
Дідусь Олександра по материнській лінії Зиновій Роднянський був кіносценаристом і головним редактором Української студії документальних фільмів, його двоюрідна сестра по материнській лінії Есфір Шуб була легендарною радянською документалісткою.
Двоюрідний брат Олександра по батьківській лінії Борис Фуксман — німецький підприємець, віце-президент Світового єврейського конгресу та президент Єврейської конфедерації України. Разом двоюрідні брати стали співзасновниками телеканалу 1+1 та збудували готель Hilton у Києві. Двоюрідна сестра матері Олександра, Ірина Роднянська — російський критик та історик літератури, лауреат Пушкінської та Солженіцинської премій. Двоюрідний брат Лариси Роднянської — Лазар Роднянський був авіаконструктором та лауреатом Ленінської премії за створення бомбардувальника Мясищева М-4.
Закінчив факультет кінорежисури Київського університету театру, кіно і телебачення (майстерня режисера Фелікса Соболєва). У 1983 році прийшов кінорежисером на кіностудію «Київнаукфільм». Документальні фільми Роднянського були відзначені міжнародними та російськими нагородами. Серед його робіт: «Втомлені міста», «Місія Рауля Валленберга», «Побачення з батьком», «Бувай, СРСР. Фільм I. Особистий», «Бувай, СРСР. Фільм II».

### Сім'я
Дружина, Валерія Роднянська — Вчений-хімік, журналіст, галеристка, продюсер. Закінчила Київський національний політехнічний університет (спеціальність — хімічна кібернетика), кандидат хімічних наук. Працювала в Академії наук України. Після закінчення Дюссельдорфського університету (Media Studies) працювала журналістом на українському телеканалі 1+1, писала для українських та російських друкованих видань. Продюсує телевізійні програми і документальні фільми для телевізійних каналів та стримінгових-платформ. Автор галереї Shaltai Editions.
Син, Олександр Роднянський-молодший — вчений-економіст, автор численних наукових статей. Закінчив Лондонську школу економіки та докторантуру Принстонського університету. Доктор економічних наук, професор Кембриджського університету. Є радником президента Зеленського з економічних питань. До червня 2022 року був одружений із російською акторкою Яніною Студіліною.
Донька, Еллен Роднянська — сценарист, режисер, продюсер. Закінчила Чикагський університет (University of Chicago, majors in Hiistory and Film Studies) і MFA (master of fine arts) в Cinematic School of University of Southern California. Як режисер зробила декілька короткометражних фільмів, зараз працює над повнометражним дебютом.

### Громадянська позиція
Після повномасштабного вторгнення РФ до України 2022 року, на відміну попередніх років замовчування війни, Роднянський залишив РФ, припинив участь у російських проєктах та зайняв проукраїнську позицію. Міністр оборони РФ Шойгу направив звернення міністру культури Ользі Любимовій з проханням виключити продюсера і його проєкти «з культурної повістки Росії». В жовтні 2022 року він отримав статус іноагента в РФ, а в травні 2023 московський суд заочно арештував його.
24 лютого 2022 року Роднянський просив російського олігарха Романа Абрамовича сприяти переговорам між Україною та РФ. За словами самого Роднянського, який тривалий час працював у путінській Росії і добре знав увесь олігархічний прошарок цієї країни, щодо залучення до перемовин Абрамовича він спілкувався з керівником Офісу президента України Андрієм Єрмаком.
Як президент російського кінофестивалю «Кінотавр», у березні оголосив, що 2022 року форум проводитися не буде, пояснив, що в Росії «не можна говорити про фестивалі, коли країна веде агресивну війну».
2023-го року Роднянського було заочно заарештовано Московським районним судом у справі про «поширення фейків про російську армію».

## Кар'єра

### Український період
У 1983 році Роднянський почав свою кар'єру на кіностудії «Київнаукфільм». В той час він знімав документальні фільми про екологію і політику. Він зняв 10 повнометражних короткометражних фільмів, які принесли йому понад 40 найпрестижніших нагород як на батьківщині, так і за кордоном. За документальний фільм «Місія Рауля Валленберга» він був удостоєний вищої нагороди для режисера-документаліста в СРСР — Російської національної кінопремії «НІКА», а також Європейської кінопремії (за найкращій документальний фільм).
З 1990 по 1994 рік працював продюсером та режисером на німецькому телеканалі ZDF. Для виробництва документальних фільмів для телеканалу ZDF Роднянський разом зі своїм двоюрідним братом Борисом Фуксманом створив компанію «Innova FIlm».
Фільм Роднянського 1991 року «Прощавай, СРСР» був удостоєний Гран-прі кінофестивалю Cinema Jove в Валенсії, російської національної кінопремії «НІКА», спеціального призу журі Міжнародного кінофестивалю в Ніоні та призу за найкращій документальний фільм на кінофестивалі в Дуйсбурзі.
Роднянський створив телеканал «1+1». 1995 року він створив виробничу компанію, яка дев'ять годин в день мовила на частоті державного телеканалу УТ-1, а 1 січня 1997 «1+1» почав мовити на власній частоті як повноцінний телевізійний канал.
У 1997 році Роднянський продав 30 % акцій каналу за 22 млн доларів компанії Central European Media Enterprises.
У 1998 році телеканал «1+1» разом з «НТВ-Профіт» зняв перший на пострадянському просторі серіал про життя епохи 90-х — «День народження Буржуя» (автор сценарію — Юрій Рогоза, режисер — Анатолій Матешко). Проєкт став свого роду першою спробою освоєння нового життя у серіальній формі та підкорив аудиторію своєю сучасністю та впізнаваністю — частка аудиторії «1+1» склала 60 %.
У листопаді 1999 року Роднянському надійшла пропозиція від Бориса Березовського стати генеральним продюсером ОРТ, але той відмовився, не бажаючи залишати «1+1».
2002 — покинув пост директора «1+1», залишившись представником головної ради до 2006 року та власником до 2008 року, коли він продав свої акції американській компанії CME (Central European Media Enterprises) за 220 млн доларів.

### Російський період

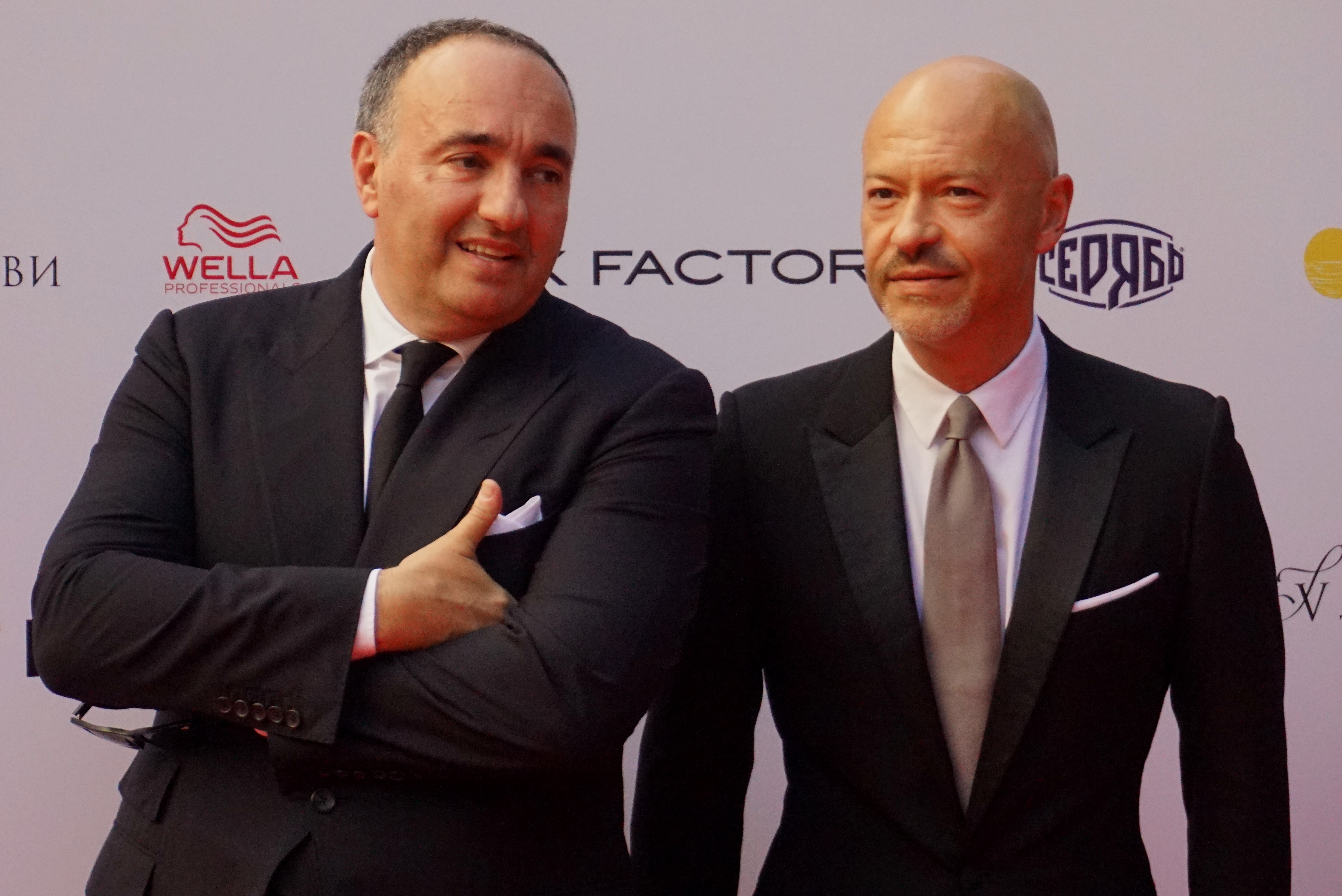
Роднянський та російський актор і режисер Федор Бондарчук (2016)

2002 року прийняв запрошення акціонерів каналу СТС переїхати до Москви та очолити телеканал. З 2004 року Роднянський очолив увесь телевізійний холдинг «СТС Медіа».
Під керівництвом Роднянського до 2006 року, за даними TNS/Gallup Media, середня доля СТС зросла з 5 % до 10,6 %. Успіх каналу принесли серіали «Бідна Настя», «Не народися вродливою» та «Моя прекрасна нянька», зробивши його самим головним розважальним каналом Росії. У 2005 році було запущено телеканал «Домашній». У 2006 році «СТС Медіа» стала першою російською компанією, акції якої стали торгуватися на біржі NASDAQ. Період постійного зросту завершився восени 2006 року, рейтинг каналу пішов вниз. У 2007 році в ефір виходить ситком «Татусеві доньки», який стає одним з найбільш рейтингових ситкомів телеканалу.
У 2008 році Роднянський відходить від оперативного управління холдингом, зберігаючи за собою пост президента компанії. До 2009 року продовжує брати участь у справах компанії, залишаючись членом ради директорів та акціонером. На момент відходу Роднянського, «СТС Медіа» є одним із найбільших публічних медіахолдингів Європи із п'ятьма телеканалами у трьох країнах та ринковою капіталізацією понад $4 млрд. Під керівництвом Роднянського СТС подвоїла свою частку аудиторії та стала четвертим за популярністю каналом в Росії.
2009 року Роднянський запропонував медіахолдингу «Національна Медіа Група» декілька телепроєктів, що було сприйнято компанією «СТС Медіа» як робота на конкурента (чого Роднянський по контракту не міг робити протягом двох років після відходу з «СТС Медіа»), внаслідок чого йому довелося відмовитися від третини належних йому акцій «СТС Медіа» та опціонів. У березні 2010 року Роднянського було офіційно призначено головою експертної ради «Національної Медіа Групи». Під його керівництвом відбувся перезапуск телеканалів «РЕН ТВ» та «П'ятий канал». Починаючи з 2011 року, Роднянський повністю зосередився на продюсуванні кіно- та телеконтенту.
Роднянський вважався одним з найвпливовіших телепродюсерів Росії. З 2002 по 2008 рік був генеральним директором російського телеканалу СТС, з 2004 по 2008 рік також був головою «СТС Медиа» (телеканали СТС, Домашній тощо). З 2009 по 2011 рік був головою експертної ради російської «Національної медіа групи» (телеканал РЕН ТВ, П'ятий канал тощо).

### Ігрове кіно
Роднянський — продюсер понад 30 художніх фільмів та 20 серіалів. Серед них чотири картини, номіновані на премію «Оскар» у категорії «Кращій іноземний фільм»: фільм «1001 рецепт закоханого кулінара» (режисер — Нана Джорджадзе, 1996), фільм «Схід-Захід» (режисер — Режис Варньє, 2000), фільм «Левіафан» (режисер — Андрій Звягінцев, 2015), фільм «Нелюбов» (режисер — Андрій Звягінцев, 2017).
У 2004 році Роднянський придбає кінофестиваль «Кінотавр» та очолює його опікунську раду. У 2008 році Роднянського запрошують до журі Берлінського кінофестивалю.
Роднянський є співзасновником і головою Німецько-російської кіноакадемії, членом Європейської кіноакадемії, Національної академії кінематографічного мистецтва та наук Росії «Золотий орел», російської кіноакадемії «Ніка», Правління Академії Російського Телебачення, асоційованим членом Міжнародної Ради Національної Академії телевізійного мистецтва (США), заслуженим діячем мистецтв України, головою журі Талліннського та Єреванського кінофестивалів, фестивалю Артдок/Москва.
2009 — Роднянський створив компанію A.R. Films, що об'єднала компанію «Нон-стоп продакшн», розробника та оператора ігрової платформи GameNet та видавця російськомовних комп'ютерних ігор компанію Syncopate, «Кіно без кордонів» та російський фестиваль «Кінотавр».
2009 — в прокат виходить фільм Павла Бардіна про російських скінхедів «Росія 88», одним із продюсерів якого був Роднянський.
2011 — Роднянський був продюсером фільму Біллі Боба Торнтона «Машина Джейн Менсфілд», прем'єра якого відбулася у конкурсі 62-го Берлінського міжнародного кінофестивалю та російського фільму «Олена» режисера Андрія Звягінцева.
2013 — виходить фільм російського режисера Федора Бондарчука і продюсера Роднянського «Сталінград».
2013 — в російському видавництві «Манн, Іванов і Фербер» опубліковано книгу Роднянського «Выходит продюсер», 2015 там же виходить друге видання книги з даними про пропагандистські фільми «Сталінград» та «Левіафан».
2014 року на 67 міжнародному Канському кінофестивалі відбулася прем'єра російського фільму «Левіафан» режисера Андрія Звягінцева та продюсера Роднянського. У жовтні 2014 року «Левіафан» отримав головний приз лондонського кінофестивалю BFI.
2018 — Роднянський був продюсером російського фільму Наталі Меркулової та Олексія Чупова «Человек, который удивил всех».
2019 року в програмі «Особливий погляд» на 72-му Канському кінофестивалі відбулася прем'єра фільму «Дилда» російського режисера Кантеміра Балагова та продюсера Роднянського.
2021 року міжнародна онлайн-платформа Apple TV+ оголосила про початок стратегічної співпраці з Олександром Роднянським. Мова йде про так званий договір first-look, який в обмін на певні гарантії з боку Apple надає глобальному стрімінгу право першому обирати проєкти, що розробляються Роднянським, для виробництва та показу.
Після вторгнення Росії в Україну Роднянський змінив позицію, оголосивши про призупинку чи закриття своїх російських проєктів.
У травні 2022 року стало відомо, що компанія Роднянського AR Content працює над серіалом «Вся кремлівська рать», задуманим у стилі «Карткового будиночка», за однойменною книгою Михайла Зиґаря про політичне життя в Росії, починаючи з приходу до влади Путіна.

## Фільмографія
| Рік  | Назва                                            | Оригінальна назва                  | Режисер | Продюсер | Сценарист | Країна |
| ---- | ------------------------------------------------ | ---------------------------------- | ------- | -------- | --------- | ------ |
| 1988 | Втомлені міста                                   | Усталые города                     | Так     |          |           |        |
| 1989 | Хто з нас Шая                                    | Кто из нас Шая                     | Так     |          |           |        |
| 1990 | Місія Рауля Валленберга                          | Миссия Рауля Валленберга           | Так     |          | Так       |        |
| 1990 | Зустріч із батьком                               | Свидание с отцом                   | Так     |          | Так       |        |
| 1991 | Прощавай, СССР                                   | Прощай, СССР                       | Так     |          | Так       |        |
| 1993 | Марш живих                                       | Марш живых                         | Так     |          | Так       |        |
| 1994 | Подвійний агент                                  | Двойной агент                      | Так     |          |           |        |
| 1994 | Співачка Жозефіна й Мишачий Народ                | Певица Жозефина и мышиный народ    |         | Так      |           |        |
| 1995 | Перше кохання                                    | Первая любовь                      |         | Так      |           |        |
| 1996 | Тисяча та один рецепт закоханого кулінара        | შეყვარებული კულინარის 1001 რეცეპტი |         | Так      |           |        |
| 1998 | Два місяці, три сонця                            | Две луны, три Солнца               |         | Так      |           |        |
| 1999 | Схід – Захід (фільм)                             | Est — Ouest                        |         | Так      |           |        |
| 2004 | Водій для Віри                                   | Водитель для Веры                  |         | Так      |           |        |
| 2004 | Моя прекрасна нянька                             | Моя прекрасная няня                |         | Так      |           |        |
| 2005 | 9 рота (фільм)                                   | 9 рота                             |         | Так      |           |        |
| 2005 | Не народися вродливою                            | Не родись красивой                 |         | Так      |           |        |
| 2005 | Напівімла                                        | Полумгла                           |         | Так      |           |        |
| 2005 | Солдатський декамерон                            | Солдатский декамерон               |         | Так      |           |        |
| 2005 | Сонце                                            | Солнце                             |         | Так      |           |        |
| 2006 | Спека (фільм)                                    | Жара                               |         | Так      |           |        |
| 2006 | Пітер FM                                         | Питер FM                           |         | Так      |           |        |
| 2006 | Дякувати Богові, ти прийшов                      | Слава Богу, ты пришёл!             |         | Так      |           |        |
| 2006 | Кадети                                           | Кадетство                          |         | Так      |           |        |
| 2007 | 18—14                                            | 18-14                              |         | Так      |           |        |
| 2007 | Жага екстриму                                    | Жага екстриму                      |         | Так      |           |        |
| 2008 | Залюднений острів                                | Обитаемый остров                   |         | Так      |           |        |
| 2009 | Залюднений острів: Сутичка                       | Обитаемый остров: Схватка          |         | Так      |           |        |
| 2009 | Перше кохання                                    | Первая любовь                      |         | Так      |           |        |
| 2010 | Я тебе кохаю                                     | Я тебя люблю                       |         | Так      |           |        |
| 2010 | Повний дім дочок                                 | Ein Haus voller Töchter            | Так     |          |           |        |
| 2011 | У суботу                                         | В субботу                          |         | Так      |           |        |
| 2011 | Олена (фільм, 2011)                              | Елена                              |         | Так      |           |        |
| 2012 | Шалено красиві                                   | Безумно красивые                   | Так     |          |           |        |
| 2012 | Біла гвардія                                     | Белая гвардия                      |         | Так      |           |        |
| 2012 | Машина Джейн Менсфілд                            | Jayne Mansfield's Car              |         | Так      |           |        |
| 2012 | Хмарний атлас (фільм)                            | Cloud Atlas                        |         | Так      |           |        |
| 2012 | Standing Up                                      | Standing Up                        |         | Так      |           |        |
| 2013 | Мачете вбиває                                    | Machete Kills                      |         | Так      |           |        |
| 2013 | Сталінград (фільм, 2013)                         | Сталинград                         |         | Так      |           |        |
| 2013 | Таємниця перевалу Дятлова                        | Тайна перевала Дятлова             |         | Так      |           |        |
| 2014 | Місто гріхів 2: Жінка, заради якої варто вбивати | Sin City: A Dame to Kill For       |         | Так      |           |        |
| 2014 | Левіафан (фільм, 2014)                           | Левиафан                           |         | Так      |           |        |
| 2016 | Дуелянт (фільм, 2016)                            | Дуэлянт                            |         | Так      |           |        |
| 2017 | Нелюбов (фільм)                                  | Нелюбовь                           |         | Так      |           |        |
| 2017 | Реквієм за пані Джей                             | Реквијем за госпођу Ј.             |         | Так      |           |        |
| 2018 | Людина, яка здивувала всіх                       | Человек, который удивил всех       |         | Так      |           |        |
| 2019 | Дилда                                            | Дылда                              |         | Так      |           |        |
| 2020 | (Не)ідеальний чоловік                            | (Не)идеальный мужчина              |         | Так      |           |        |
| 2021 | Де Анна Франк?                                   | Where Is Anne Frank                |         | Так      |           |        |
| 2021 | Мамо, я вдома                                    | Мама, я дома                       |         | Так      |           |        |
| 2021 | Розтискаючи кулаки                               | Разжимая кулаки                    |         | Так      |           |        |
| 2021 | Чорнобиль (фільм, 2021)                          | Чернобыль                          |         | Так      |           |        |

## Нагороди
Лауреат понад п'ятдесяти міжнародних та національних премій у галузі кіно та телебачення, серед яких:
- 1991 — Лауреат премії Європейської Кіноакадемії «Фелікс» у номінації «Кращий європейський документальний фільм» — фільм «Місія Рауля Валленберга»
- 1991 — Гран-Прі МКФ Молодого кіно у Валенсії — фільм «Прощавай, СРСР. Фільм I. Особистий»
- 1992 — Лауреат премії Російської Академії кінематографічних мистецтв «Ніка» в номінації «Кращий науково-популярний фільм» — фільм «Місія Рауля Валленберга»
- 1992 — Спеціальний приз журі документального кіно у Ніоні (Швейцарія) — фільм «Прощавай, СРСР. Фільм I. Особистий»
- 1992 — Гран-Прі за найкращий документальний фільм МКФ німецького кіно в Дуйсбурзі
- 1993 — Спеціальний приз журі фестивалю «Росія» за фільм «Марш живих»
- 1994 — Номінант на премію Російської Академії кінематографічних мистецтв «Ніка» в номінації «Кращий документальний фільм» — фільм «Прощавай, СРСР. Фільм I. Особистий»
- 1994 — Приз «Срібний голуб» МКФ неігрового та анімаційного кіно в Лейпцигу — фільм «Прощавай, СРСР. Фільм II»
- 1994 — Гран-прі «Золотий кентавр» на кінофестивалі «Послання до людини» за фільм «Марш живих»
- 1995 — Лауреат премії Російської Академії кінематографічних мистецтв «Ніка» у номінації «Кращий неігровий фільм» — фільм «Прощавай, СРСР. Фільм II»
- 1995 — Приз журі та приз FIPRESCI міжнародного кінофестивалю неігрового кіно в Ямагаті (Японія) — фільм «Прощавай, СРСР. Фільм II»
- 1995 — Гран-прі МКФ у Страсбурзі, фільм «Прощавай, СРСР. Фільм II»
- 1996 — Номінація на премію американської кіноакадемії «Оскар» у категорії «Кращий іноземний фільм» — фільм «1001 рецепт закоханого кулінара» (режисер — Нана Джорджадзе)
- 2000 — Номінація на премію американської кіноакадемії «Оскар» у категорії «Іноземний фільм» — фільм «Схід-Захід» (режисер — Режис Варньє)
- 2004 — Гран-прі Національної премії «Медіа-менеджер Росії 2004»
- 2004 — Лауреат премії «Лавр» у номінації «Кращий документальний серіал, цикл документальних програм» за проєкт «Тату» в Піднебесній
- 2004 — Лауреат двох премій Академії російського телебачення «ТЕФІ» у номінації «Продюсер» за серіал «Бідна Настя» та у номінації «Програма для дітей» за проєкт «Найрозумніший»
- 2005 — Лауреат двох премій Академії російського телебачення «ТЕФІ» у номінації «Продюсер» за серіал «Моя прекрасна нянька» та у номінації «Інформаційно-розважальна програма» за проєкт «Історії в деталях»
- 2005 — Лауреат премії «Людина року GQ» у номінації «Продюсер року»
- 2006 — Лауреат премії російської академії кінематографічних мистецтв «Золотий орел» у номінації «Кращий ігровий фільм» — фільм «9 рота» (режисер Федір Бондарчук)
- 2006 — Лауреат премії Російської Академії кінематографічних мистецтв «Ніка» у номінації «Кращий ігровий фільм» — фільм «9 рота» (режисер Федір Бондарчук)
- 2006 — Лауреат чотирьох премій Академії російського телебачення «ТЕФІ» у номінації «Продюсер» за серіал «Не народися вродливою», у номінації «Інформаційно-розважальна програма» за проєкт «Історії в деталях», у номінації «Музична програма» хвилі моєї пам'яті" та у номінації «Спеціальний проєкт» за музичний фільм «Ніч у стилі дитинства»
- 2007 — Лауреат премії Академії російського телебачення «ТЕФІ» в номінації «Інформаційно-розважальна програма» за проєкт «Історії в деталях»
- 2008 — Лауреат чотирьох премій Академії російського телебачення «ТЕФІ» у номінаціях «Продюсер фільму/серіалу» та «Сітком» за серіал «Татусеві доньки», у номінації «Інформаційно-розважальна програма» за проєкт «Історії в деталях» та у номінаціях програма: гумор" за проєкт «Слава богу, ти прийшов!»
- 2009 — Лауреат двох премій Академії російського телебачення «ТЕФІ» у номінації «Сітком» за серіал «Татусеві доньки» та у номінації «Телевізійна гра» за програму «Найрозумніший»
- 2010 — Лауреат премії «Клубу телепреси» у номінації «Програма сезону» за запуск програми «Справедливість»[71]
- 2011 — Спеціальний приз журі конкурсної програми «Особливий погляд» на Канському фестивалі у 2011 році
- 2011 — Лауреат премії російської академії кінематографічних мистецтв «Золотий орел» у номінації «Кращий ігровий фільм» — «Олена» (режисер Андрій Звягінцев)
- 2012 — Лауреат премії «Людина року GQ» у номінації «Продюсер року»
- 2012 — Лауреат премії «Лаврова гілка» у номінації «Кращий неігровий кінофільм» за фільм «Хай живуть антиподи!»
- 2012 — Лауреат премії «Білий слон» у номінації «Кращий документальний фільм» за фільм «Хай живуть антиподи!»[72]
- 2012 — Лауреат премії фестивалю «Росія» в номінації «Головний приз» за фільм «Хай живуть антиподи!»
- 2013 — Лауреат премії російської академії кінематографічних мистецтв «Золотий орел» у номінації «Кращий телефільм або міні-серіал (до 10 серій включно)» — «Біла гвардія» (режисер Сергій Сніжкін)
- 2014 — Приз за найкращий сценарій 67-го Канського кінофестивалю — фільм «Левіафан» (режисер Андрій Звягінцев)
- 2015 — Премія «Золотий глобус» за «Найкращий фільм іноземною мовою» — фільм «Левіафан» (режисер Андрій Звягінцев)
- 2015 — Лауреат премії російської академії кінематографічних мистецтв «Золотий орел» у номінації «Кращий телефільм або міні-серіал (до 10 серій включно)» — «Біси» (режисер Володимир Хотиненко)
- 2017 — Приз журі 70-го кінофестивалю Канна — фільм «Нелюбов» (режисер Андрій Звягінцев)
- 2018 — Премія «Сезар» за «Найкращий фільм іноземною мовою» — «Нелюбов» (режисер Андрій Звягінцев)
- 2019 — Приз за кращу режисуру в програмі «Особливий погляд» на кінофестивалі Канна в 2019 році — фільм «Дилда» (режисер Кантемір Балагов)
- 2019 — Приз ФІПРЕССІ на Канському кінофестивалі в 2019 році — фільм «Дилда» (режисер Кантемір Балагов)

## Журі
- Голова журі Азіатсько-Тихоокеанської академії у Брісбені (Австралія)
- Голова журі Міжнародного кінофестивалю у Софії (Болгарія)
- Голова журі Міжнародного кінофестивалю «Black Nights» у Таллінні (Естонія)
- Голова журі Міжнародного кінофестивалю «Золотий абрикос» у Єревані (Вірменія)
- Голова журі Міжнародного кінофестивалю у Котбусі (Німеччина)
- Голова журі Міжнародного кінофестивалю в Одесі (Україна)
- Голова журі Міжнародного кінофестивалю «Меридіани Тихого» у Владивостоці (Росія)
- Член основного журі Берлінського міжнародного кінофестивалю
- Голова журі 4-го Московського єврейського кінофестивалю[73]
- Член журі конкурсу «Золота камера» Міжнародного кінофестивалю Канах